# Sputum
Als das Sputum (auch der Auswurf, das Expektorat oder umgangssprachlich auch der Qualster) wird die ausgehustete Absonderung der Atemwegsschleimhaut und beigemischter Zellen bezeichnet.
Diese Zellen können bei der zytologischen Untersuchung weiter in weiße Blutkörperchen, Epithelzellen, beim Bronchialkarzinom auch als Malignomzellen unterschieden werden. Daneben kann das Sputum auch mit Speichel, Nahrungsresten, Staub, Rauchteilchen, Erregern, Eiter und im Falle eines Bluthustens auch mit Blut versetzt sein.
Sputum kann der Erkennung und Untersuchung von Krankheiten, vor allem Bronchial- und Lungenerkrankungen, wie einer Lungenentzündung, einer akuten oder der Exazerbation einer chronischen Bronchitis oder zur Diagnose einer Tuberkulose sowie von Tumorbildungen des unteren Atemtrakts dienen.

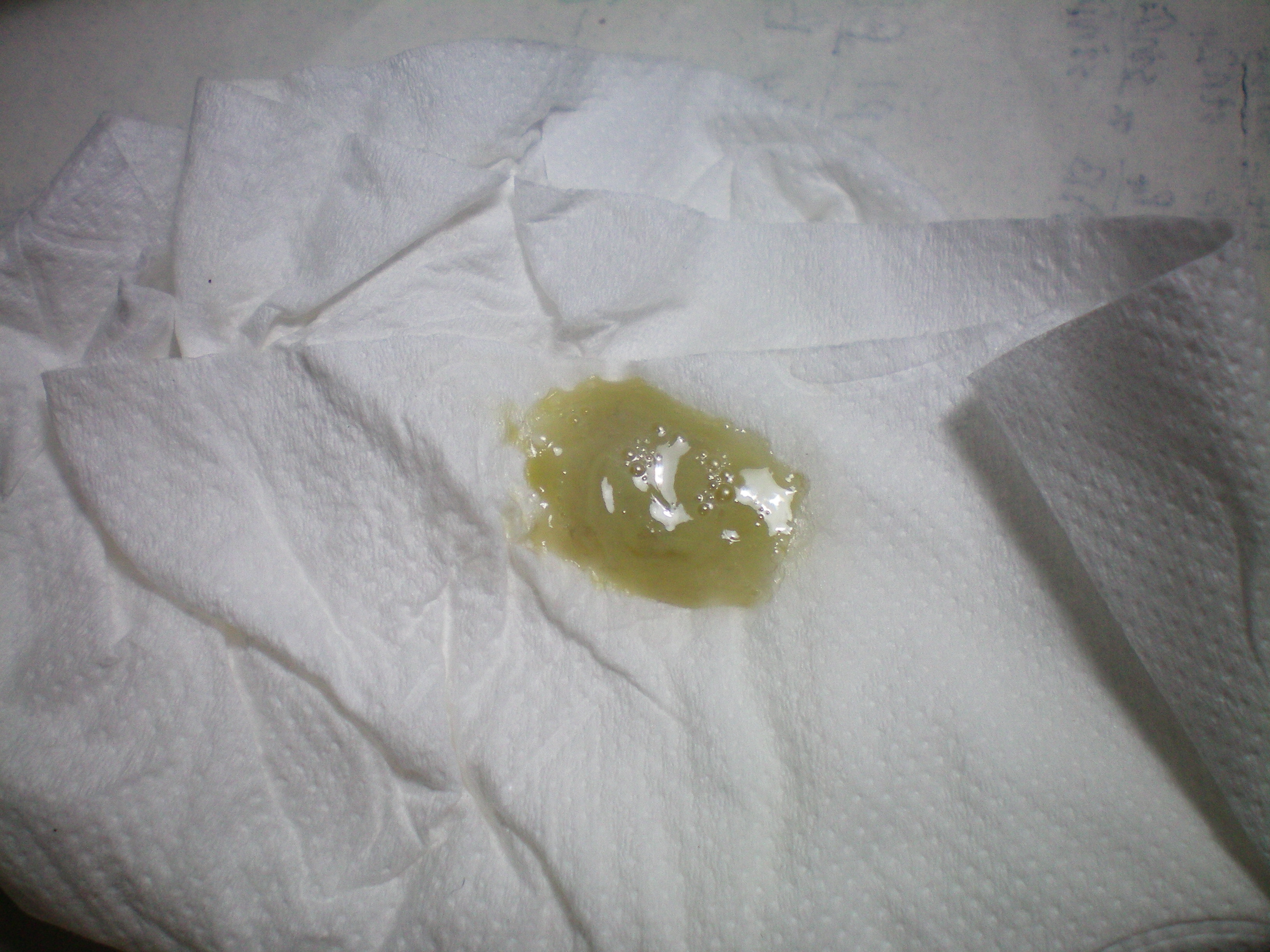
Pathologisches Sputum auf Zellstofftüchern

## Gewinnung für Auswurfuntersuchungen
Da die Gewinnung des Sputums nicht selbstverständlich ist, sollte der Patient gründlich aufgeklärt, unter Umständen sollte die Gewinnung unter Aufsicht des medizinischen Personals durchgeführt werden. Da immer eine Infektionsgefahr besteht, ist dabei Schutzkleidung (Kittel, Schutzhandschuhe, Schutzbrille, FFP2-Maske) zu tragen. Hustet ein Patient nur selten Sputum ab, kann er auch in einen gut belüfteten Raum zur Selbstgewinnung gebracht werden, ist eine Gewinnung zu Hause angedacht, sollte eine schriftliche Anleitung ausgehändigt werden.
Als Probengefäß kommen sterile, dicht verschließbare, stabile Behälter mit einer Öffnung von 2,5 bis 5 cm und Beschriftungsfeld in Betracht. Der Versand gilt als ein Gefahrguttransport, so dass die Verpackungsregeln P 650 einzuhalten sind, also das Probengefäß mit Saugmaterial in eine stoß- und wasserdichte Sekundärverpackung verbracht und gut verschlossen werden. Das Saugmaterial muss im Beschädigungsfall das gesamte Sputum aufnehmen können. Die Umverpackung wird mit den Angaben zu Versender und der Bezeichnung „UN3373“ versehen. Sie kommt mit dem Probenbegleitschein in eine Umverpackung. Erfolgt die Probengewinnung zu Hause, sollte ein Desinfektionstuch zur eventuellen Dekontamination der Verpackungen abgegeben werden.
Die Gewinnung des Sputum sollte möglichst am Morgen erfolgen, da sich über Nacht vermehrt Sputum ansammelt. Eine Stunde vor der Gewinnung ist auf Essen und Getränke zu verzichten, da dies eine bakterielle Kontamination verursachen könnte. Auch auf Zähneputzen und die Verwendung von Mundwasser sollte eine Stunde vorher verzichtet werden, ein künstliches Gebiss herausgenommen werden. Unmittelbar vor der Probenentnahme spült sich der Patient den Mund mit frischem Leitungswasser. Hierbei ist zu beachten, dass bei Untersuchungen auf Legionellen oder Mykobakterien auf diese Mundspülung verzichtet werden sollte, weil das Trinkwasser damit belastet sein könnte.
Der Patient fasst das Probengefäß außen mit einer Hand und sollte bei spontanem Husten 3 bis 5 ml Sputum in das Gefäß auswerfen. Wenn kein spontaner Husten einsetzt, kann meist durch mehrmaliges tiefes Einatmen und anschließendem Luftanhalten für 3 bis 5 Sekunden Husten ausgelöst werden. Gelingt auch damit keine Sputumgewinnung, kann mit einem Inhalationsvernebler isotone oder hypertone Kochsalzlösung verabreicht werden. Hat sich genug Sputum in der Mundhöhle angesammelt, wird es mit zugespitzten Lippen in das Probengefäß gespuckt und dieses dann dicht verschlossen. Verunreinigungen des Probengefäßes von außen sind mittels Desinfektionstuch abzuwischen.
Bei Untersuchungen auf Mykobakterien wird Morgensputum an drei aufeinanderfolgenden Tagen gesammelt.

## Diagnose
Die Farbe des Sputums gibt Hinweise auf mögliche Ursachen:
- gelb-grün (eitriger Auswurf[2]): Es kann sich um eine eitrige, akute bakterielle Infektion handeln.
- weiß: Eine eher viral bedingte Infektion kann zugrunde liegen.
- weiß-schaumig: Hinweis auf Lungenstauung bis zum Ödem.
- gräulich: Bakterieller Infekt in Abheilung, häufig bei Lungenentzündungen.
- bräunlich: Am ehesten altes Blut, kann harmlos sein.

Diese Aussagen sind nicht überzubewerten. So fand man beispielsweise in einer Studie mit an akuter Bronchitis erkrankten Patienten, dass nur in 22 von 136 Fällen gelb oder grün verfärbter Sputa tatsächlich bakterielle Erreger nachweisbar waren. Bei starkem Husten nimmt die Bronchialschleimhaut mit der Zeit Schaden, es ist dann normal, dass einige kleine „Fädchen“ Blut im Sputum enthalten sind.